# SSCP
Unter SSCP (englisch single strand conformation polymorphism) versteht man ein molekulares Nachweisverfahren, welches die Zusammensetzung und Veränderung von mikrobiellen Lebensgemeinschaften charakterisiert. Sie zählt zu den „DNA-Fingerprint“-Methoden.

## Prinzip
Ablauf: Mit einer Probe wird eine DNA-Extraktion vorgenommen, wodurch die DNA der Lebensgemeinschaft erhalten wird. Mit dieser wird eine Polymerase-Kettenreaktion mit universellen Primern für die 16S-rRNA durchgeführt. Hierbei handelt es sich auf der einen Seite um einen universellen Rückwärtsprimer mit Phosphatgruppe und auf der anderen Seite um einen universellen Vorwärtsprimer. Die in der PCR entstandenen DNA-Doppelstränge werden mit einer Lambda-Exonuklease verdaut, so dass nur noch DNA-Einzelstränge ohne Phosphatgruppe übrig bleiben. Mit den Einzelsträngen findet nun eine Gelelektrophorese statt. Nach Anfärben (z. B. per Silberfärbung) der DNA im Gel können einzelne Banden aus dem Gel ausgeschnitten, kloniert und sequenziert werden.
Vorteile von molekularen „Fingerprint“-Methoden:
- Möglichkeit der simultanen Analyse von einer großen Anzahl an Proben
- Komplexe Populationsdynamiken von Mikroorganismen können erfasst werden

Nachteil von molekularen „Fingerprint“-Methoden:
- Es werden nur Mikroorganismengruppen erfasst, deren DNA-Anteil über 10 % der originalen Probe ausmacht